# Tachina sosilus
Tachina sosilus là một loài ruồi trong họ Tachinidae.